# Theclinesthes miskini
Theclinesthes miskini är en fjärilsart som beskrevs av Lucas 1889. Theclinesthes miskini ingår i släktet Theclinesthes och familjen juvelvingar. Inga underarter finns listade i Catalogue of Life.

## Bildgalleri

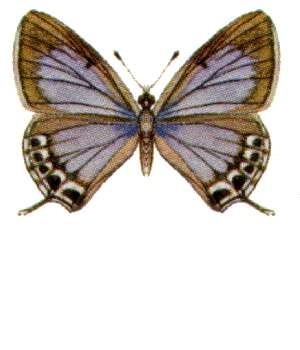
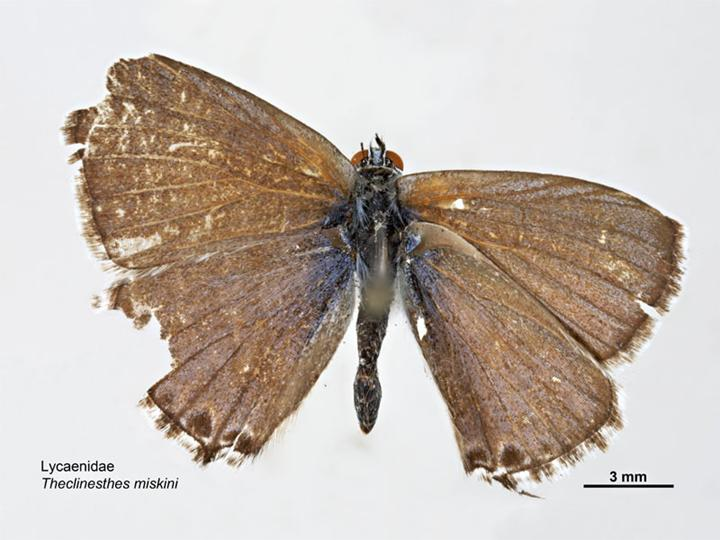
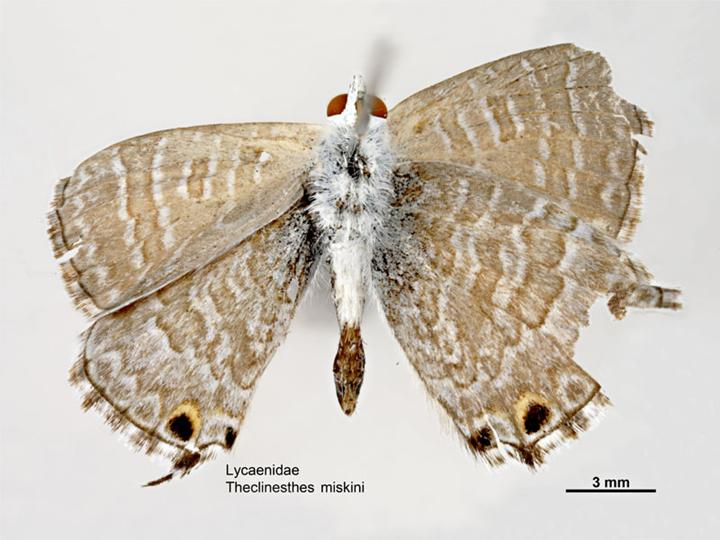
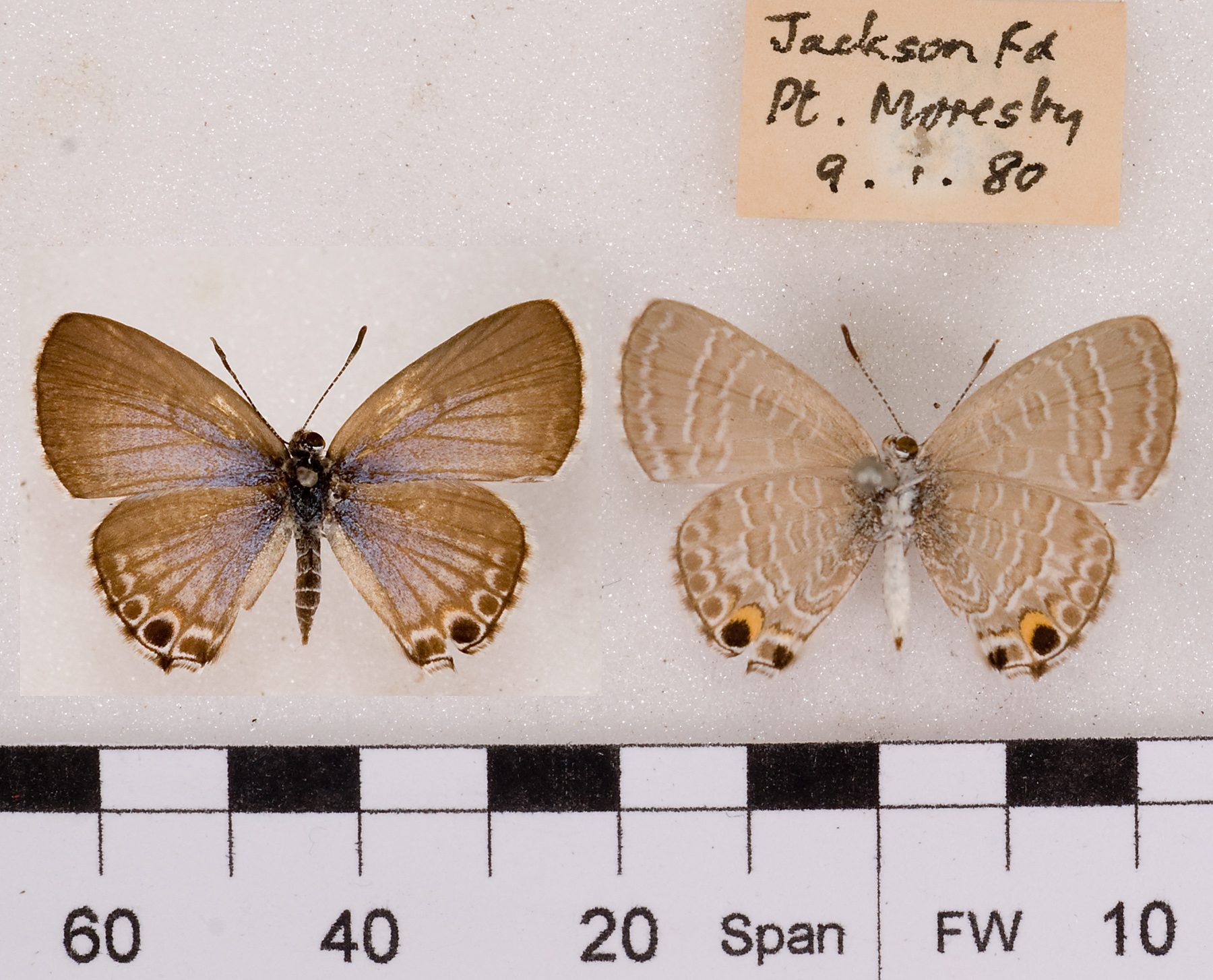